# Institut de Biologia Molecular de Barcelona
L'Institut de Biologia Molecular de Barcelona (IBMB) és un centre de recerca del Consell Superior d'Investigacions Científiques situat al Parc Científic de Barcelona. L'IBMB centra la seva investigació en l'estudi dels principals mecanismes moleculars i genètics implicats en la fisiologia i en el desenvolupament dels organismes vius. Els seus grups de recerca, de marcada naturalesa interdisciplinària, realitzen estudis en quatre grans àmbits de les ciències de la vida i la biomedicina: la biologia cel·lular, el desenvolupament, la regulació genòmica i la biologia estructural.
L'IBMB-CSIC manté el més alt nivell d’excel·lència científica a nivell internacional, ocupant un paper clau en la creació i transferència del coneixement al sector industrial i biomèdic. Els gairebé 200 investigadors que treballen a l'IBMB reben finançament per part de les agències del Govern Espanyol, de la Generalitat de Catalunya i de la Unió Europea. També hi ha una sèrie d’acords d’investigació amb la indústria privada. Linstitut acull així mateix a un grup important de becaris postdoctorals i estudiants de doctorat.